# Conus coudertii
Conus coudertii é uma espécie de gastrópode do gênero Conus, pertencente a família Conidae.